# Multicolor Graphics Array
Le MCGA ou Multi-Color Graphics Array est une norme d'affichage dont la définition d'écran est de 320 par 200 pixels, soit 64 000 pixels.